# Чернох, Янош
Я́нош Че́рнох (венг. Csernoch János, словац. Ján Černoch; 18 июня 1852, Саколца, Австрийская империя — 25 июля 1927, Эстергом, Венгрия) — венгерский кардинал словацкого происхождения. Архиепископ Эстергома и примас Венгрии с 13 декабря 1912 по 25 июля 1927. Кардинал-священник с 25 мая 1914, титулом церкви Сан-Эузебио с 28 сентября 1914.

## Биография
Янош Чернох родился 18 июня 1852 года в городе Саколца (венг. Szakolcza), Австрийская империя (современная Скалица в Словакии).
В 1874 году был рукоположён в диаконы. Обучался в Пазманьском колледже в Вене, а затем в Венском университете. В 1876 году получил докторскую степень по теологии. Несмотря на то, что Чернох был этническим словаком и состоял в родстве с несколькими активистами словацкого национального возрождения, его отношение к словацкому национальному движению было двойственным. Он финансово поддерживал некоторые словацкие культурные движения и публиковал свои статьи в словацких газетах, но в то же время видел будущее словаков в союзе с венграми и твёрдо стоял на целостности Венгерского королевства.
Рукоположён в священники 18 ноября 1874 года. После этого последовательно продвигался по ступенькам церковной карьеры: профессор теологии эстергомской семинарии, секретарь кардинала Яноша Шимора, канцлер архиепископства, настоятель кафедрального собора архиепархии. В 1901 году стал депутатом венгерского парламента от родного города, 15 апреля 1907 года удостоен титула апостольского протонотария.
16 февраля 1908 года Папа Пий X назначил его епископом Чанада. Хиротония состоялась 10 мая 1908 года, главным консекратором был кардинал Кароль Хёрниг. 20 апреля 1908 года Чернох переведён на архиепископскую кафедру Калочи, а 13 декабря 1912 года он назначен архиепископом Эстергома и примасом Венгрии.
25 мая 1914 года Чернох назначен кардиналом-священником с титулом церкви Святого Евсевия (Sant’Eusebio). Получил красную биретту из рук эрцгерцога Франца Фердинанда, убитого в Сараево. 30 декабря 1916 года, по праву примаса Венгрии, короновал в Будапеште императора Карла I, как короля Венгрии. Участвовал в Конклаве 1914 года и Конклаве 1922 года. Умер 25 июля 1927 года.